# Pampa Colorada
La pampa Colorada es una cuenca endorreica ubicada en la Puna de Atacama de la Región de Antofagasta. Tíene una forma redondeaca con un área de 58 km² encerrada en un perímetro de 43 km, con una altura mínima de 4250 m s. n. m., una media de 4472 m s. n. m. y una altura máxima de 5269 m s. n. m. En su nivel de equilibrio se han depositado sedimentos rojizos provenientes de la erosión de rocas ricas en hierro que le dan al lugar el color que lleva en su nombre.: 42 
Esta cuenca no aparece como independiente en el inventario de cuencas de Chile (correspondería al ítem 024), sino que ha sido identificada como independiente gracias a una nueva delimitación hecha con medios más precisos.: 5 
Los cerros que la rodean forman un anfiteatro de considerable altura. Al suroeste esta el cerro Las Tecas con 4747 m s. n. m.: 30 
Su red hidrográfica es disminuida a consecuencia de su pequeña superficie. La componen pequeñas quebradas y arroyos que se sumen en la pampa. Entre ellas esta la quebrada La Astilla.: 30 

## Ubicación
La nueva delimitación de las cuencas en la Puna de Atacama elaborada por la Pontificia Universidad Católica de Chile por encargo de la Dirección General de Aguas del Ministerio de Obras Públicas (Chile) ha arrojado una red más fina de cuencas hidrográficas en la zona que la establecida décadas atrás por el inventario de cuencas.